# 幸町駅
幸町駅（さいわいちょうえき）は、静岡県浜松市幸町（現・中央区幸五丁目）にあった遠州鉄道奥山線の駅（廃駅）である。奥山線の廃線に伴い1964年（昭和39年）11月1日に廃駅となった。

## 歴史
1951年（昭和26年）に、附近に市営球場とグラウンドが建設されたことに合わせて開業した。

### 年表
- 1952年（昭和27年）7月5日：遠州鉄道奥山線銭取駅 - 小豆餅駅間に新設開業[2][3][4]。
- 1964年（昭和39年）11月1日：奥山線の廃線に伴い廃止となる[2][3][4]。

## 駅構造
廃止時点で、島式ホーム1面2線を有する地上駅で、列車交換可能な交換駅であった。列車交換は朝のラッシュ時に行われていた。
職員配置駅となっていた。

## 駅周辺
- 国道257号[8]（姫街道(本坂通)）
- 航空自衛隊浜松基地 - 戦前は中部97部隊浜松飛行隊7連隊[5]。
- 浜松幸郵便局
- 浜松市立萩丘小学校

## 駅跡
1997年（平成9年）時点では、遠鉄タクシーの営業所となっていた。奥山線の痕跡は全く無いが、「奥山線 幸町駅跡」と記載された碑と駅の説明が記載された看板が立てられていた。
また、1997年（平成9年）時点では、銭取駅跡附近から都田口駅跡附近まで、当駅跡附近を含む線路跡は拡幅され、自動車も通れる大きな市道に転用され、痕跡は無くなっていた。2007年（平成19年）8月時点、2010年（平成22年）時点でも同様であった。

## 隣の駅
遠州鉄道
奥山線
銭取駅 - 幸町駅 - 小豆餅駅